# Dmitri Iwanowitsch Sautin

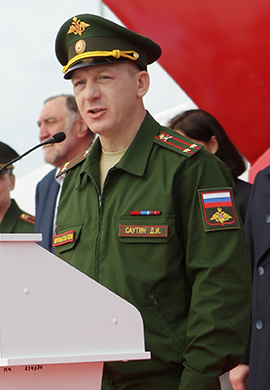
Sautin, 2017

Dmitri Iwanowitsch Sautin (russisch Дмитрий Иванович Саутин; * 15. März 1974 in Woronesch) ist ein ehemaliger russischer Wasserspringer. Er nahm an fünf Olympischen Spielen teil und gewann acht olympische Medaillen, mehr als jeder andere Wasserspringer.

## Leben
Mit sieben Jahren begann Sautin mit dem Kunstspringen. 1991 wurde er bei einer Messerstecherei an einer Bushaltestelle schwer verletzt. Nachdem er zwei Monate im Krankenhaus verbracht hatte, konnte er rechtzeitig für die Olympischen Spiele 1992 das Training wieder aufnehmen. In Barcelona gewann er Bronze vom Brett für die GUS. Ab 1993 trat Sautin für Russland an. Bei der Europameisterschaft in Sheffield gewann er seinen ersten großen Titel, bis 2008 erreichte er zwölf Europameistertitel. Bei der Weltmeisterschaft 1994 in Rom wurde Sautin erstmals Weltmeister im Wasserspringen, insgesamt gewann er fünf Titel. 1996 gewann er dann seine erste olympische Goldmedaille vom Turm. Mit der Einführung des Synchronspringens im Jahr 2000 verdoppelten sich die Startmöglichkeiten, bei der Europameisterschaft 2000 in Helsinki gewann Sautin drei Titel und eine Silbermedaille. Bei den Olympischen Spielen 2000 in Sydney gewann Sautin vier Medaillen, darunter Gold im Synchronspringen vom Turm, zusammen mit Igor Lukaschin. 2016 wurde er in die International Swimming Hall of Fame aufgenommen.

## Internationale Medaillen
- Olympische Spiele
  - 1992: Bronze 3-Meter-Brett
  - 1996: Gold 10-Meter-Turm
  - 2000: Gold 10-Meter-Turm Synchronspringen
  - 2000: Silber 3-Meter-Brett Synchronspringen
  - 2000: Bronze 3-Meter-Brett
  - 2000: Bronze 10-Meter-Turm
  - 2004: Bronze 3-Meter-Brett
  - 2008: Silber 3-Meter-Brett Synchronspringen

- Schwimmweltmeisterschaften
  - 1994: Gold 10-Meter-Turm
  - 1994: Silber 3-Meter-Brett
  - 1998: Gold 10-Meter-Turm
  - 1998: Gold 3-Meter-Brett
  - 2001: Gold 3-Meter-Brett
  - 2001: Bronze 3-Meter-Brett Synchronspringen
  - 2003: Gold 3-Meter-Brett Synchronspringen
  - 2003: Bronze 3-Meter-Brett
  - 2007: Bronze 3-Meter-Brett

- Schwimmeuropameisterschaften
  - 1991: Silber 10-Meter-Turm
  - 1993: Gold 10-Meter-Turm
  - 1993: Silber 3-Meter-Brett
  - 1995: Gold 3-Meter-Brett
  - 1995: Bronze 10-Meter-Turm
  - 1997: Gold 3-Meter-Brett
  - 1999: Gold 10-Meter-Turm
  - 2000: Gold 3-Meter-Brett
  - 2000: Gold 10-Meter-Turm
  - 2000: Silber 3-Meter-Brett Synchronspringen
  - 2000: Gold 10-Meter-Turm Synchronspringen
  - 2002: Gold 3-Meter-Brett
  - 2002: Gold 3-Meter-Brett Synchronspringen
  - 2006: Gold 3-Meter-Brett
  - 2006: Silber 3-Meter-Brett Synchronspringen
  - 2008: Gold 3-Meter-Brett
  - 2008: Gold 3-Meter-Brett Synchronspringen
  - 2010: Bronze 3-Meter-Brett-Synchronspringen